# 상무야구장
상무야구장은 다음과 같은 것들이 있다.

## 성남 상무야구장
성남 상무야구장(城南 尙武野球場, Seongnam Sangmu Baseball Stadium)은 대한민국 경기도 성남시 수정구 창곡동 국군체육부대 내에 있는 야구장이다.
수동 점수판이 설치되어 있으며 외야에 관중석이 설치되어 있다. 주경기장에 조명 시설이 설치되어 있지 않아 야간경기 및 야간훈련이 불가능하다.상무가 1990년부터 2012년까지 홈 구장 및 구단 전용 훈련장으로 사용했으며, 위례신도시 개발 및 국군체육부대의 경상북도 문경시 이전에 따라 2013년부터는 문경시에 위치한 상무야구장으로 이전하여 홈 구장 및 구단 전용 훈련장으로 사용 중이다.

## 문경 상무야구장
전자 점수판이 설치되어 있으며 내야에 소규모의 관중석이 설치되어 있다. 주경기장에 조명 시설이 설치되어 있어서 야간경기 및 야간훈련이 가능하다.